# Paculla sulaimani
Espèce
Paculla sulaimani est une espèce d'araignées aranéomorphes de la famille des Pacullidae.

## Distribution
Cette espèce est endémique de Malaisie péninsulaire. Elle se rencontre dans le parc national de Taman Negara.

## Publication originale
- Lehtinen, 1981 : Spiders of the Oriental-Australian region. III. Tetrablemmidae, with a world revision. Acta Zoologica Fennica, vol. 162, p. 1-151.